# Anna Oxa
Anna Oxa, née Anna Hoxha le 28 avril 1961 à Bari, est une chanteuse italo-albanaise.

## Biographie
Anna Oxa née à Bari en le 28 avril 1961 d'un père albanais et d'une mère italienne. Après avoir enregistré son premier 45 tours à l'âge de quinze ans, elle fait son entrée sur la scène musicale italienne en 1978 avec une deuxième place au Festival de Sanremo (Un'emozione da poco). Dans les années 1980, elle chante en duo avec Lucio Dalla, Rino Gaetano, Roberto Vecchioni  et Fausto Leali  avec lequel elle remporte le Festival de Sanremo 1989 avec Ti lascerò, puis s'affirme avec des chansons telles que Donna con te (1990) et Senza pietà (1998). Dans les années 2000, elle est l'auteur de ses propres chansons. En 2010, elle sort l'album Proxima, suivi en 2011 du single La mia anima d'uomo. En 2016, elle est membre du jury du programme Amici. En 2023, elle revient au Festival de Sanremo, après douze ans d'absence, avec la chanson Canto dell'anima.

## Discographie
- 1978 - Oxanna (RCA Italiana)
- 1979 - Anna Oxa (RCA Italiana)
- 1980 - Controllo totale (RCA Italiana)
- 1983 - Per sognare, per cantare, per ballare (CBS)
- 1984 - La mia corsa (CBS)
- 1985 - Oxa (CBS)
- 1986 - È tutto un attimo (CBS)
- 1988 - Pensami per te (CBS)
- 1989 - Fantastica Oxa (CBS)
- 1989 - Tutti i brividi del mondo (CBS)
- 1990 - Oxa live con i New Trolls (Columbia)
- 1992 - Di questa vita (Columbia)
- 1993 - Cantautori (album di cover) (Columbia)
- 1993 - Do di petto (album di remake) (Columbia)
- 1994 - Cantautori 2 (album di cover) (Columbia)
- 1996 - Anna non si lascia (Columbia)
- 1997 - Storie, i miei più grandi successi (Columbia)
- 1999 - Senza pietà (Sony BMG)
- 2001 - L'eterno movimento (Sony BMG)
- 2001 - Collezione (Sony BMG)
- 2003 - Ho un sogno (Sony BMG)
- 2006 - La musica è niente se tu non hai vissuto (EMI)
- 2010 - Proxima (Cose di Musica e suoni coscienti)

## Singles
- 1978 - Un'emozione da poco (reprise en 2017 par Paola Turci dans l'album Il secondo cuore)/ Questa è vita (RCA Italiana)
- 1978 - Fatelo con me / Pelle di serpente (RCA Italiana)
- 1979 - Il pagliaccio azzurro / La sonnambula (RCA Italiana)
- 1980 - Controllo totale / Metropolitana (RCA Italiana)
- 1981 - Toledo / Proprio tu (RCA Italiana)
- 1982 - Io no / Cammina (CBS)
- 1982 - Fammi ridere un po' / Ed Anna pensò (CBS)
- 1983 - Senza di me / Hi-Fi (CBS)
- 1984 - Non scendo / Primo amore come stai (CBS)
- 1984 - Eclissi totale / Tornerai (CBS)
- 1985 - A lei / Piccola piccola fantasia (CBS)
- 1985 - Parlami / Piccola piccola fantasia (CBS)
- 1986 - È tutto un attimo / Tenera immagine (CBS)
- 1988 - Quando nasce un amore / Estensione (CBS)
- 1989 - Ti lascerò (con Fausto Leali) (CBS)
- 1989 - Avrei voluto (con Fausto Leali) (CBS)
- 1990 - Donna con te (CBS)
- 1992 - Mezzo angolo di cielo (Columbia)
- 1996 - Spot (Columbia)
- 1997 - Storie (Columbia)
- 1999 - Come dirsi ciao (Sony BMG)
- 1999 - Senza pietà (Sony BMG)
- 1999 - Camminando camminando (con Chayanne) (Sony BMG)
- 2001 - L'eterno movimento (Sony BMG)
- 2001 - Un'emozione da poco (versione *2001) (Sony BMG)
- 2001 - Io sarò con te (Sony BMG)
- 2001 - La panchina e il New York Times (Sony BMG)
- 2003 - Cambierò (Sony BMG)
- 2003 - Il muro(Sony BMG)
- 2004 - In trattoria (con Fabio Concato) (Sony BMG)
- 2006 - Processo a me stessa (EMI)
- 2010 - Tutto l'amore intorno (con Ivano Fossati) (Cose di musica e suoni coscienti)
- 2010 - Scarpe con suole di vento (Cose di musica e suoni coscienti)
- 2011 - La mia anima d'uomo (Cose di musica e suoni coscienti)